# Stefan Pettersson (Fußballspieler)
Stefan Pettersson (* 22. März 1963 in Västerås) ist ein ehemaliger schwedischer Fußballspieler. Der Offensivspieler, der mit der schwedischen Nationalmannschaft an der Weltmeisterschaft 1990 teilnahm, gewann jeweils mit IFK Göteborg und Ajax Amsterdam den UEFA-Pokal. Der Stürmer zeichnete sich neben seiner Torgefahr auch aufgrund seiner Übersicht als Vorlagengeber aus.

## Werdegang

### Erste Erfolge in Schweden und UEFA-Pokalsieg
Pettersson spielte in der Jugend beim IFK Västerås, für den er als Teenager im Männerfußball debütierte. Zudem hatte er die Verantwortlichen des Svenska Fotbollförbundet auf sich aufmerksam gemacht und kam in diversen Jugendnationalmannschaften zum Einsatz. 1981 trumpfte er bei einem Jugendturnier in Israel auf, als er alle Tore der schwedischen Nachwuchsmannschaft erzielte.
Anfang 1982 holte IFK Norrköping Pettersson in die Allsvenskan. Der Nachwuchsspieler setzte sich auf Anhieb als Stammspieler durch und bestritt in seiner Debütspielzeit in der schwedischen Eliteserie 21 der 22 Spiele in der Spielzeit 1982. Mit dem Klub belegte er jedoch nur einen Relegationsplatz und musste nach einer 0:2-Hinspielniederlage trotz eines 1:0-Rückspielerfolges gegen BK Häcken mit der Mannschaft in die zweite Liga absteigen. Dort zeigte er alsbald seine Torgefahr. Mit 17 Saisontoren in der Zweitligaspielzeit 1983 führte er den mehrfachen Landesmeister zurück in die Allsvenskan und krönte sich zum Torschützenkönig. Daraufhin nominierte ihn Nationaltrainer Lars Arnesson für eine Nordamerikatour der schwedischen Nationalelf im Anschluss an die Spielzeit. Beim 4:0-Erfolg über die barbadische Auswahlmannschaft am 19. November des Jahres debütierte er im Nationaljersey, als er an der Seite von Tord Holmgren, Anders Palmér, Bernt Ljung und Ingemar Erlandsson in der Startformation auflief. Nachdem er Anfang des folgenden Jahres zu einem Kurzeinsatz als Einwechselspieler gegen die US-Nationalmannschaft gekommen war, wurde er zunächst nicht weiter berücksichtigt.
Nachdem Pettersson für IFK Norrköping in der Allsvenskan debütiert hatte und die erste Hälfte der Spielzeit 1984 für den Klub in der höchsten Spielklasse aufgelaufen war, wechselte er innerhalb der Liga zum IFK Göteborg. Zunächst Ergänzungsspieler, der nur geringfügig zum Gewinn der Meisterschaft am Jahresende beitrug, erkämpfte er sich im folgenden Jahr einen Stammplatz in der Offensive. Mit fünf Toren in der regulären Spielzeit drittbester vereinsinterner Torschütze hinter Torbjörn Nilsson und Johnny Ekström verhalf er einerseits dem Klub zum Einzug in die Meisterschaftsendrunde und spielte sich andererseits zurück in die Nationalelf, für die er im Saisonverlauf zwei weitere Länderspiele bestritt. In der Meisterschaftsendrunde avancierte er zum besten Schützen seiner Mannschaft, bei den beiden Halbfinalsiegen gegen Malmö FF erzielte er drei der vier insgesamt geschossenen Tore. Auch im Endspiel gegen den Lokalrivalen Örgryte IS war er unter den Torschützen. Bei der 2:4-Hinspielniederlage traf er zur zwischenzeitlichen 1:0-Führung, im Rückspiel gelang ihm das Tor zum 3:2-Endstand, der die Vizemeisterschaft und den Einzug in den UEFA-Pokal 1986/87 bedeutete.
Unter Trainer Gunder Bengtsson scheiterte Pettersson in der Spielzeit 1986 mit seinem Klub zwar im Halbfinale der Meisterschaftsendrunde, im Europapokal zog er mit der Mannschaft um Mannschaftskapitän Glenn Hysén, Peter Larsson, Thomas Wernersson, Stig Fredriksson, Roland Nilsson und Michael Andersson nach Erfolgen über TJ Sigma ZTS Olomouc, BSG Stahl Brandenburg, KAA Gent, Inter Mailand und den FC Swarovski Tirol zum zweiten Mal in der Vereinsgeschichte ins Endspiel ein, wo sie auf den schottischen Klub Dundee United traf. Im Hinspiel im heimischen Ullevi erzielte Pettersson in der 38. Spielminute mit einem Kopfball das einzige Tor der Begegnung, ehe im Rückspiel Lennart Nilsson mit dem 1:0-Führungstreffer für die Vorentscheidung sorgte, da die Schotten durch John Clark lediglich noch ausgleichen konnten. Parallel hatte er sich im Herbst 1986 endgültig in den Nationalmannschaftskader gespielt und kam fortan regelmäßig zum Einsatz.
Auch in der Allsvenskan-Spielzeit 1987 überzeugte Pettersson als Torschütze. Hinter Lasse Larsson, Thomas Lundin und Mats Magnusson platzierte er sich mit zehn Saisontoren an vierter Stelle in der Torschützenliste der regulären Spielzeit. Auch in der Endrunde trat er einmal als Torschütze in Erscheinung und trug somit zum erneuten Gewinn des Meistertitels bei, da im Endspiel Malmö FF nach einem 1:0-Heimerfolg und einer 1:2-Auswärtsniederlage aufgrund der Auswärtstorregel bezwungen wurde.

### WM-Teilnahme und erneuter Triumph in Europa
Durch seine Auftritte mit IFK Göteborg im Europapokal und als Nationalspieler hatte sich Pettersson außerhalb Schwedens einen Namen gemacht. Im Sommer 1988 holte Trainer Kurt Linder, der jedoch nach einem misslungenen Saisonstart durch Antoine Kohn ersetzt wurde, den schwedischen Stürmer zu Ajax Amsterdam in die niederländische Eredivisie. Beim von finanziellen Problemen gebeutelten Klub avancierte er auf Anhieb zum Stammspieler und regelmäßigen Torschützen, der sich mit 17 Saisontoren hinter dem 19fachen Torschützen Romário in der Torschützenliste der Eredivisie einreihte. Als Tabellenzweiter zog er mit der Mannschaft in den UEFA-Pokal 1989/90 ein, in dem der Klub auf den österreichischen Vertreter FK Austria Wien traf. Nachdem im Rückspiel Torwart Franz Wohlfahrt von einem Wurfgeschoss getroffen worden war, schied Ajax aus dem Wettbewerb aus und wurde für die folgende Spielzeit vom Europapokal ausgeschlossen. Auch persönlich war die Spielzeit für Pettersson von einem Schicksalsschlag überschattet, als er sich im Saisonverlauf einen Kreuzbandriss zuzog. Somit verhalf er lediglich in elf Saisonspielen, in denen er drei Tore erzielte, an der Seite der mit jungen Talenten wie Dennis Bergkamp, Bryan Roy, Frank und Ronald de Boer gespickten Mannschaft zum 23. Meistertitel der Vereinsgeschichte.
Im Frühjahr 1990 wieder genesen, stand Pettersson bei den Vorbereitungsspielen zur Weltmeisterschaftsendrunde in Italien wieder im Kader der Landesauswahl. Letztlich nominierte Nationaltrainer Olle Nordin ihn für die Endrunde, bei der er bei der Auftaktniederlage gegen die brasilianische Nationalmannschaft noch als Einwechselspieler zum Einsatz kam. Bei den folgenden Spielen gegen Schottland und Costa Rica stand er jeweils in der Anfangsformation, nach jeweils 1:2-Niederlagen verpasste er mit der Auswahl als Gruppenletzter die Finalrunde des Turniers.
Unter Trainer Leo Beenhakker verpasste Pettersson in der an die Weltmeisterschaft anschließenden Spielzeit nur knapp die Titelverteidigung. Lediglich aufgrund des um zwei Tore schlechteren Torverhältnisses setzte sich der punktgleiche Rivale PSV Eindhoven durch. Dabei war der Stürmer im Saisonverlauf erneut zeitweise verletzungsbedingt ausgefallen, hatte aber dennoch 13 Tore beigetragen. Nach Beenhakkers Abgang im Herbst 1991 übernahm Louis van Gaal das Amt des Cheftrainers. Zwar belegte er mit dem Klub erneut lediglich den zweiten Tabellenplatz, im UEFA-Pokal 1991/92 zog die Mannschaft über Örebro SK, den FC Rot-Weiß Erfurt, CA Osasuna, KAA Gent und CFC Genua ins Endspiel gegen Torino Calcio ein. Beim 2:2-Unentschieden im Hinspiel im Stadio delle Alpi erzielte er das zweite Europapokalfinaltor seiner Karriere, als er per Elfmeter zur zwischenzeitlichen 2:1-Führung traf. Im Rückspiel ertrotzte sich Ajax ein 0:0-Unentschieden und war aufgrund der Auswärtstorregel neuer Titelträger. Kurz vor Schluss war Pettersson dabei Opfer einer Attacke der Turiner Verteidigung, bei der er auf die Eckfahne fiel und sich das Schlüsselbein brach. Damit fiel er auch für die Europameisterschaftsendrunde 1992 in Schweden aus.
In den folgenden beiden Jahren blieb Pettersson Stammspieler bei Ajax. 1993 erreichte er mit der Mannschaft das Endspiel um den Landespokal, in dem er sich beim 6:2-Sieg über den SC Heerenveen neben Edgar Davids, Dennis Bergkamp, Dan Petersen und dem zweifachen Torschützen Marc Overmars in die Torschützenliste eintrug. Während er im Europapokal der Pokalsieger 1993/94 mit dem Klub im Viertelfinale ausschied, gewann er an der Seite von Jari Litmanen, Clarence Seedorf, Marc Overmars und Finidi George den Meistertitel.

### Meister in Schweden und Karriereende
Im Sommer 1994 kehrte Pettersson nach sechs Jahren zum amtierenden schwedischen Meister IFK Göteborg zurück. Mit der Mannschaft um Magnus Erlingmark, Pontus Kåmark, Jesper Blomqvist und Joachim Björklund sorgte er Furore in der UEFA Champions League 1994/95, als nach einer 2:4-Auftaktniederlage gegen Manchester United – Pettersson war neben Stefan Rehn Torschütze für den schwedischen Klub in Old Trafford – die Mannschaft in der Gruppenphase ungeschlagen blieb und vor ManU, dem FC Barcelona und Galatasaray Istanbul den Gruppensieg holte. Nach einem 0:0-Remis gegen den FC Bayern München im Münchner Olympiastadion schied die Mannschaft nach einem 2:2-Unentschieden im Rückspiel aufgrund der Auswärtstorregel aus dem Wettbewerb aus.
Dennoch blieb die Rückkehr nach Schweden für Pettersson erfolgreich, am Ende der Allsvenskan-Spielzeit 1994 holte er mit der von Roger Gustafsson betreuten Mannschaft ebenso wie in der Spielzeit 1995 den Von-Rosens-Pokal als Landesmeister. Zwar musste er in der anschließenden Spielzeit häufig verletzungsbedingt pausieren, an der Seite von Andreas Andersson, Teddy Lučić und Niclas Alexandersson holte er den Titel-Hattrick. Bis zu seinem Karriereende 1999 wegen anhaltender Knieproblemen lief er für den Klub in der Allsvenskan auf, ein weiterer Titelgewinn blieb ihm verwehrt.
2006 versuchte sich Pettersson kurzzeitig als Trainer des Viertligisten IFK Österåker.

### Erfolge und Auszeichnungen
- UEFA-Pokal-Sieger: 1987, 1992
- Schwedischer Meister: 1984, 1987, 1994, 1995, 1996
- Niederländischer Meister: 1990, 1994
- Niederländischer Pokalsieger: 1993